# Amateurliga Berlin 1953/54
In 1953/54 werd het vierde voetbalkampioenschap gespeeld van de Amateurliga Berlin. Het was de hoogste amateurklasse voor clubs uit West-Berlijn. De competitie was het tweede niveau en de kampioen en vicekampioen promoveerden naar de Berliner Stadtliga, een van de vijf hoogste divisies.
Voor BFC Germania 1888, de oudste club van het land, was het de laatste keer dat ze actief zouden zijn op het tweede niveau. 
Hertha BSC nam namens Berlijn deel aan het Duits amateurvoetbalkampioenschap.

## Eindstand
| Plaatsa | Club                    | Wed. | Saldo | Ptn.  |
| ------- | ----------------------- | ---- | ----- | ----- |
| 1.      | BFC Südring             | 28   | 99:32 | 47:09 |
| 2.      | Hertha BSC              | 28   | 92:34 | 47:09 |
| 3.      | SC Tasmania 1900 Berlin | 28   | 76:23 | 41:15 |
| 4.      | BSC Rehberge            | 28   | 46:33 | 33:23 |
| 5.      | SSC Südwest 1947        | 28   | 66:52 | 31:25 |
| 6.      | 1. FC Neukölln          | 28   | 40:44 | 29:27 |
| 7.      | BFC Meteor 06           | 28   | 57:61 | 27:29 |
| 8.      | FC Lichterfelde 12      | 28   | 47:59 | 26:30 |
| 9.      | SC Rapide Wedding 1893  | 28   | 45:47 | 24:32 |
| 10.     | SC Westend 1901         | 28   | 49:70 | 23:33 |
| 11.     | VfB Britz               | 28   | 39:62 | 21:35 |
| 12.     | VfL Nord Berlin         | 28   | 33:63 | 20:36 |
| 13.     | Wittenauer SC Concordia | 28   | 32:62 | 17:39 |
| 14.     | SC Tegel                | 28   | 35:68 | 17:39 |
| 15.     | BFC Germania 1888       | 28   | 41:87 | 17:39 |

|  | Promotie   |
|  | Degradatie |